# عشق می‌تواند به‌طور جدی به سلامت شما آسیب بزند
عشق می‌تواند به‌طور جدی به سلامت شما آسیب بزند (اسپانیایی: El amor perjudica seriamente la salud‎) فیلمی در ژانر کمدی به کارگردانی مانوئل گومس پریرا است که در سال ۱۹۹۷ منتشر شد. از بازیگران آن می‌توان به آنا بلن، پنه‌لوپه کروز، گابینو دیه‌گو، خوانخو پوئیخ‌کوربه و خاویر باردم اشاره کرد.